# Sara Pavkov
Sara Pavkov, cyr. Сара Павков (ur. 1992 w Nowym Sadzie) – serbska polityk i urzędniczka, od 2025 minister ochrony środowiska.

## Życiorys
Uprawiała karate, brała udział w mistrzostwach Europy w tej dyscyplinie. Ukończyła studia z biologii i ekologii na wydziale nauk przyrodniczych i matematycznych Uniwersytetu w Nowym Sadzie. Pełniła funkcję prodziekana ds. studenckich na tym wydziale. Pracowała też w urzędzie ds. ochrony środowiska w administracji Wojwodiny. W 2012 dołączyła do Serbskiej Partii Postępowej, w 2021 weszła w skład prezydium partii. Od 2020 zawodowo związana z ministerstwem ochrony środowiska. Obejmowała stanowiska doradcy ds. ochrony środowiska (2020), szefa gabinetu (2021) i sekretarza stanu (2022).
W kwietniu 2025 powołana na stanowisko ministra ochrony środowiska w rządzie Đura Macuta.